# Структуралізм
Структуралі́зм — методологія гуманітарних наук, яка намагається аналізувати певну специфічну галузь, наприклад, міфологію, як складну систему взаємопов'язаних частин. Цей підхід виник в лінгвістиці завдяки роботам Фердинанда де Сосюра. Французькі інтелектуали знайшли для цього методу ширшу область застосувань, пристосувавши його до антропології, психоаналізу, літературознавства й архітектури. Таким чином структуралізм став не просто методом, а інтелектуальним рухом, який в 60-х роках XX-го століття прийшов на заміну екзистенціалізму.
Структуралізм — це філософський напрямок, що трактує явища буття, як певну структуру, частини якої пов'язані між собою і утворюють більш всеосяжну систему або структуру. Структуралізм має на меті розкрити структури, які лежать в основі всіх речей, які роблять люди, думають, сприймають і відчувають. За словами філософа Саймона Блекберна, структуралізм — це «віра, що явища людського життя не зрозумілі, окрім як через їх взаємовідносини».
Структуралізм, як філософська система, виникає на початку ХХ ст. Бувши обґрунтованим у школі Дюркгайма, структуралізм в 1940-х роках та післявоєнний період стає надзвичайно популярним в історіописанні та соціології. Захоплення структуралізмом протривало до 1960-х.
В 1970-х роках структуралізм потрапив під вогонь критики. Його звинувачували в жорсткості й антиісторичності. Проте чимало теоретиків структуралізму, таких як Мішель Фуко й Жак Лакан, продовжують впливати на європейську філософію.
Окрім літературознавства, існують структуралістські теорії у філософії науки, антропології та соціології. На думку Алісон Ассістер, для структуралізму характерні чотири фундаментальні ідеї, з яких сформований «інтелектуальний тренд». По-перше, структура — це те, що визначає позицію кожного елемента в цілому, по-друге, кожна система на думку структуралістів має структуру. По-третє, структуралісти цікавляться структурними законами, які мають відношення радше до існування, ніж до змін. І, нарешті, структура — це та реальна річ, яка лежить під поверхнею чи видимістю значення.

## Літературознавство
Структуралі́зм у літературознавстві — один із наукових підходів до вивчення літератури як мистецтва слова в системному аспекті.
Засади структурної поетики складалися у сфері лінгвістики на основі ідей Фердинанда де Сосюра, значний внесок у їх розробку і застосування зробили члени празького лінгвістичного гуртка (Роман Якобсон, Я. Мукаржовський та інші), які висунули тезу «бінарних опозицій» (подвійних протиставлень), що дають можливість точно осягнути функції елементів будь-якого висловлювання. Розглядаючи текст літературного твору крізь призму здобутків семіотики, прихильники структуралізму у літературознавстві прагнули наблизити літературознавство до точних наук, уникнути розпливчастості і суб'єктивізму, характерних для психологічної та культурно-історичної шкіл у літературознавстві.
Структуралізму у літературознавстві не був однорідним напрямом; конкурували між собою французька (Ц. Тодоров, Ролан Барт та інші) і англо-американська (Ч.-С. Пірс, Ч. Морріс) школи, виокремлювалися психоаналітична (Жак Лакан) і соціологічна (Л. Гольдман) тенденції. Структуралізм у літературознавстві активно практикувався літературознавцями Польщі, Чехії, Угорщини. В колишньому СРСР структуральні підходи до культури, зокрема до художньої літератури, здійснювали представники тартусько-московської семіотичної школи, що, незважаючи на несприятливі історичні умови, стали небуденним явищем у науці.
При різних модифікаціях та інтерпретаціях структуралізму у літературознавстві виявилися плідними спроби докладного аналізу внутритекстових відношень, бінарних опозицій на різних рівнях структури художнього твору, особливо в дослідженнях художнього мовлення, віршування, композиції, сюжету твору. Структуралізм у літературознавстві протистояв догматизмові і суб'єктивізму. Свідченням того, що він не міг стати універсальним методом дослідження художніх явищ, є його власна еволюція, поява вже на початку 70-х XX ст. так званого постструктуралізму, започаткованого працями Жака Дерріди та Юлії Кристевої у Франції, популярність культурної антропології, металінгвістики тощо.

## Структуралізм в психології
Засновником структурної школи психології вважається Е. Тітченер. Структуралісти вважають, що психологія повинна експериментально досліджувати структуру свідомості, визначаючи початкові елементи свідомості та зв'язки між ними. Школа Тітченера перш за все шукала елементи психіки, яку ототожнювали зі свідомістю.
Тітченер елементи свідомості ділив на три категорії: відчуття, образ і почуття. Решта до свідомості не належало (наприклад, абстрактне мислення).

## Основні представники
- Клод Леві Строс (антропологія)
- Роман Якобсон (лінгвістика)
- Ролан Барт
- Мішель Фуко
- Жак Лакан (психоаналіз)
- Жан Піаже (психологія)
- Ніколя Бурбакі (математика)
- Жерар Женетт (література)